# Dez Bryant
Desmond Demond „Dez“ Bryant (* 4. November 1988 in Galveston County, Texas) ist ein US-amerikanischer American-Football-Spieler auf der Position des Wide Receivers. Er stand zuletzt bei den Baltimore Ravens in der National Football League (NFL) unter Vertrag. Bryant spielte acht Jahre lang für die Dallas Cowboys und stand anschließend im Kader der New Orleans Saints, für die er allerdings verletzungsbedingt kein Spiel bestritt.

## College
Bryant spielte von 2007 bis 2009 College Football für die Oklahoma State Cowboys.

## NFL
Bryant wurde 2010 in der ersten Runde des NFL Drafts als 24. Pick überhaupt von den Dallas Cowboys ausgewählt. 2013, 2014 und 2016 wurde Bryant in den Pro Bowl gewählt.
Am 13. April 2018 wurde er nach acht Spielzeiten von den Cowboys entlassen und blieb bis weit in die kommende Saison Free Agent. Zur Halbzeit der Regular Season 2018 unterschrieb Bryant einen Vertrag bei den New Orleans Saints, wo er sich allerdings bereits im ersten Training einen Riss der Achillessehne zuzog.
Im Oktober 2020 nahmen die Baltimore Ravens Bryant in ihren Practice Squad auf. Später wurde er in den aktiven Kader berufen. Bryant fing bei den Ravens sechs Pässe für 47 Yards und zwei Touchdowns.